# Ploceus bicolor
Ploceus bicolor là một loài chim trong họ Ploceidae.